# Micromischodus
Micromischodus is een monotypisch geslacht van straalvinnige vissen uit de familie van de penseelvissen (Hemiodontidae).

## Soort
- Micromischodus sugillatus Roberts, 1971